# Вуді Норман
Вуді Ейс Норман (нар. 12 березня 2009) — англійський актор-дитя, найбільш відомий своєю роллю Джессі у фільмі «Давай, давай» (2021), за яку був номінований на BAFTA як найкращий актор другого плану. У 2022 році з'явився у списку лондонців, які варто подивитися на Evening Standard
На телебаченні з'явився в адаптації Starz «Білої принцеси» (2017), міні-серіалі BBC і Netflix «Троя: Падіння міста» (2018) і п'ятій серії «Полдарка» (2019).

## Ранній життєпис
Норман наводився 2009 року в Північному Лондоні у родині відомого телевізійного режисера Росса Нормана та колишньої учасниці жіночого гурту Madasun Вонди Барнс.

## Фільмографія

### Фільми
| рік  | Назва                     | Роль      | Примітки      |
| ---- | ------------------------- | --------- | ------------- |
| 2017 | Війна струмів             | Даш       |               |
| 2019 | Бруно                     | Іззі      |               |
| 2019 | Маленька рука             | Джеймі    |               |
| 2021 | Давай давай               | Джессі    |               |
| 2023 | Павутиння                 | Пітер     |               |
| 2023 | Остання подорож «Деметра» | Тобі      |               |
| 2025 | Електричний штат          | Крістофер | Пост-продакшн |

### Телебачення
| Рік  | Назва               | Роль               | Примітки                            |
| ---- | ------------------- | ------------------ | ----------------------------------- |
| 2015 | Мовчазний свідок    | Лорі               | Епізод: «Падаючі ангели: Частина 2» |
| 2015 | Пітер і Венді       | Кучерявий / Рорі   | Телевізійний фільм                  |
| 2016 | Him                 | Молодий Його       | міні-серіал; 2 епізоди              |
| 2017 | Біла принцеса       | Принц Гаррі        | міні-серіал; 4 епізоди              |
| 2018 | Троя: падіння міста | Евандер            | міні-серіал                         |
| 2018 | Знедолені           | Молодий Маріус     | 1 епізод                            |
| 2019 | Катастрофа          | Сем                | 1 епізод                            |
| 2019 | Полдарк             | Валентин Варлегган | Серія 5                             |
| 2019 | Війна світів        | Джордж Молодший    | мінісеріал                          |

## Нагороди та номінації
| рік      | Нагорода                                          | Категорія                                  | Робота      | Результат   | посилання |
| -------- | ------------------------------------------------- | ------------------------------------------ | ----------- | ----------- | --------- |
| 2021 рік | Детройтське товариство кінокритиків               | Проривна продуктивність                    | Давай давай | Номінація   | [ 9 ]     |
| 2021 рік | Кінофестиваль у Хартленді                         | Висхідна зірка                             | Давай давай | Перемога    | [ 10 ]    |
| 2021 рік | Асоціація кіножурналістів Індіани                 | Кращий актор другого плану                 | Давай давай | Номінація   | [ 11 ]    |
| 2021 рік | Асоціація кіножурналістів Індіани                 | Прорив року                                | Давай давай | Номінація   | [ 11 ]    |
| 2021 рік | Товариство кінокритиків Лас-Вегаса                | Молодь у кіно — чоловік                    | Давай давай | Номінація   | [ 12 ]    |
| 2021 рік | Інтернет-асоціація жінок-кінокритиків             | Проривна продуктивність                    | Давай давай | Номінація   | [ 13 ]    |
| 2021 рік | Асоціація кінокритиків Вашингтона, округ Колумбія | Найкраща молодіжна вистава                 | Давай давай | Перемога    | [ 14 ]    |
| 2022 рік | Британська кіноакадемія                           | Кращий актор другого плану                 | Давай давай | Номінація   | [ 15 ]    |
| 2022 рік | Нагорода Critics' Choice Movie Awards             | Найкращий молодий актор/актриса            | Давай давай | Номінація   | [ 16 ]    |
| 2022 рік | Міжнародна кінокритика                            | Найкраща молодіжна вистава                 | Давай давай | Друге місце | [ 17 ]    |
| 2022 рік | Премія Лондонського кола кінокритиків             | Молодий британський/ірландський виконавець | Давай давай | Перемога    | [ 18 ]    |
| 2022 рік | Асоціація кінокритиків Music City                 | Кращий молодий актор                       | Давай давай | Номінація   | [ 19 ]    |
| 2022 рік | Асоціація кінокритиків Північної Кароліни         | Кращий актор другого плану                 | Давай давай | Номінація   | [ 20 ]    |
| 2022 рік | Асоціація кінокритиків Північної Кароліни         | Найкращий прорив                           | Давай давай | Номінація   | [ 20 ]    |
| 2022 рік | Інтернет-асоціація кіно та телебачення            | Найкраща молодіжна вистава                 | Давай давай | Друге місце | [ 21 ]    |
| 2022 рік | Товариство кінокритиків Сіетла                    | Найкраща молодіжна вистава                 | Давай давай | Номінація   | [ 22 ]    |